# Retinia
Retinia är ett släkte av fjärilar som beskrevs av Achille Guenée 1845. Retinia ingår i familjen vecklare.

## Bildgalleri

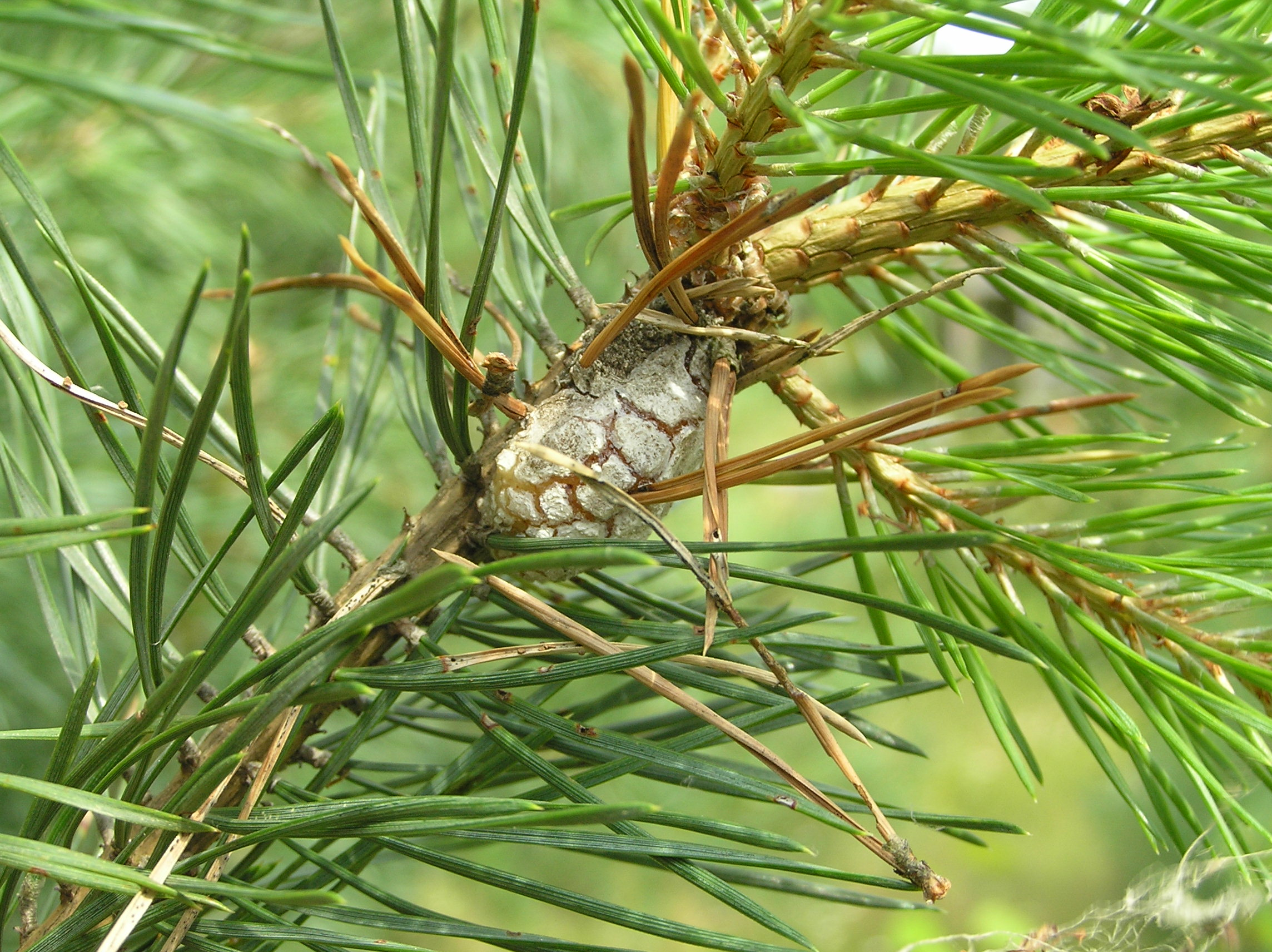
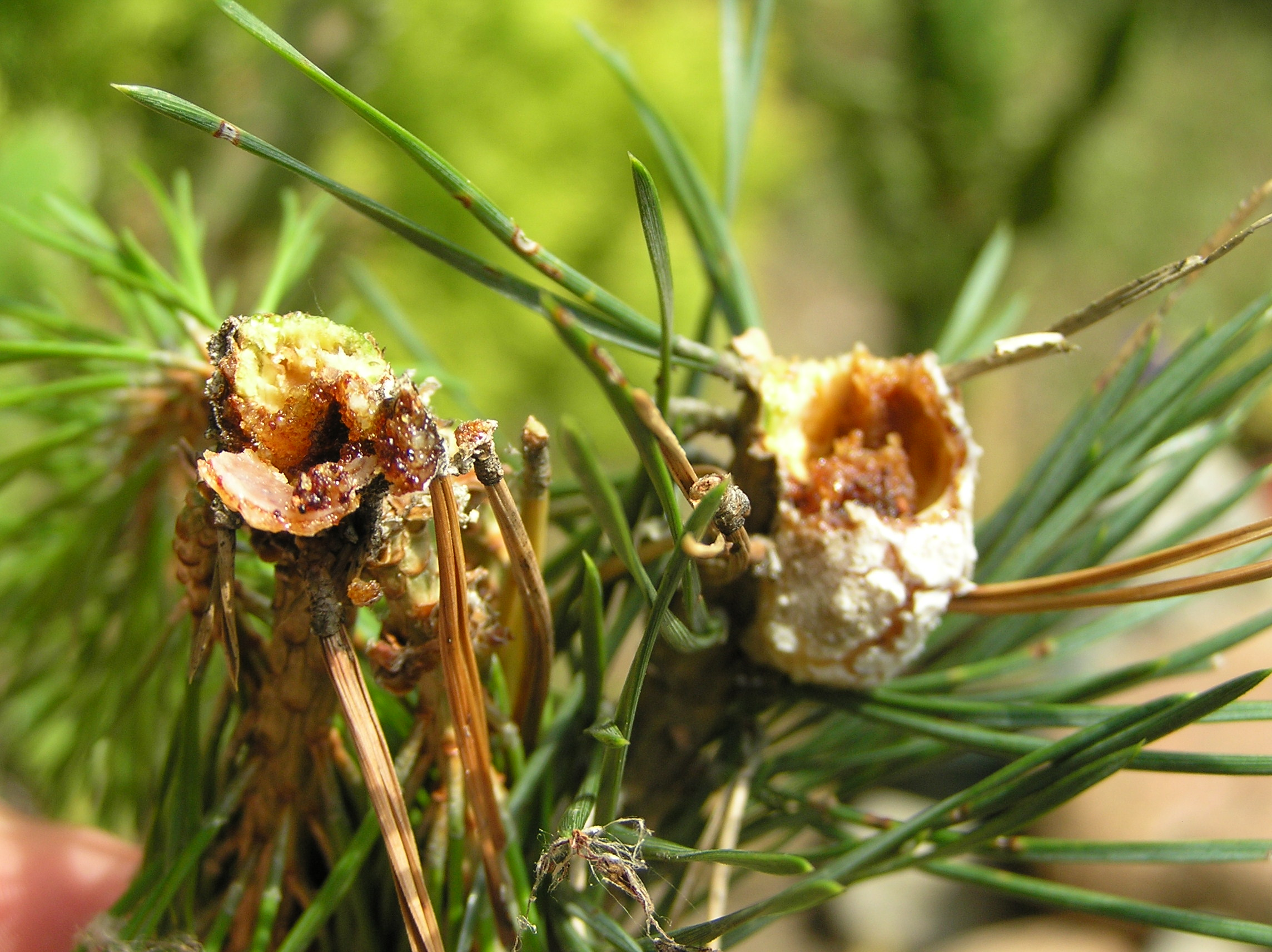
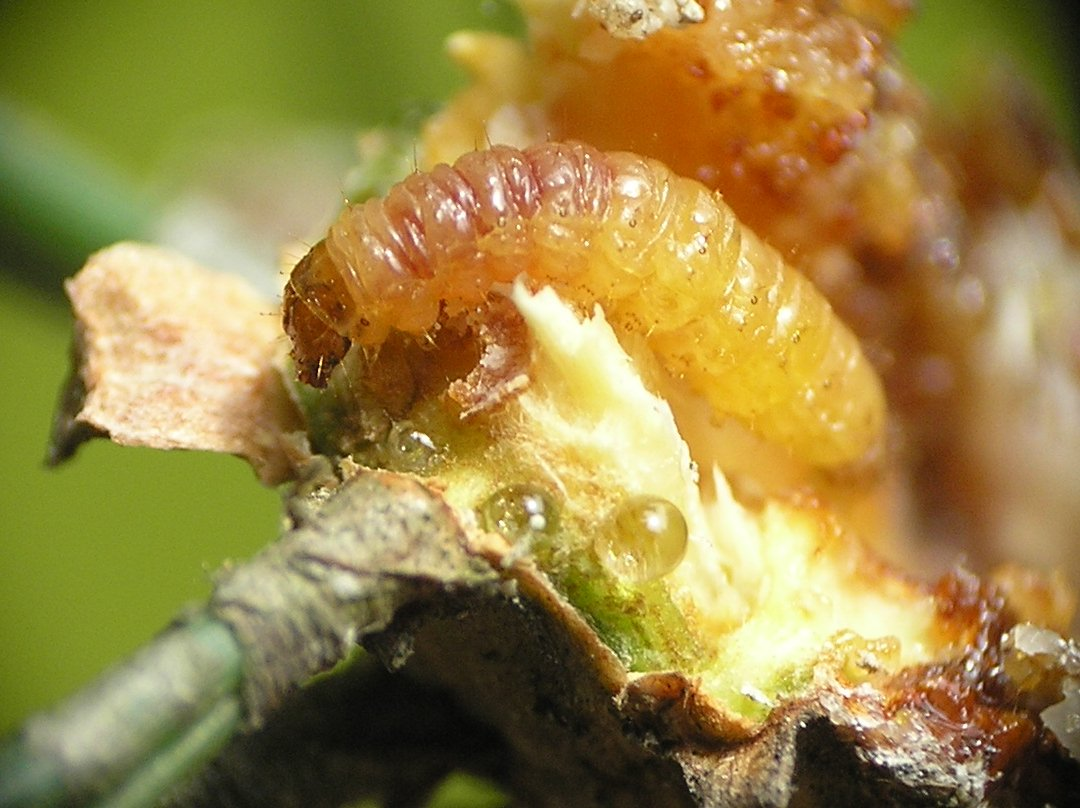
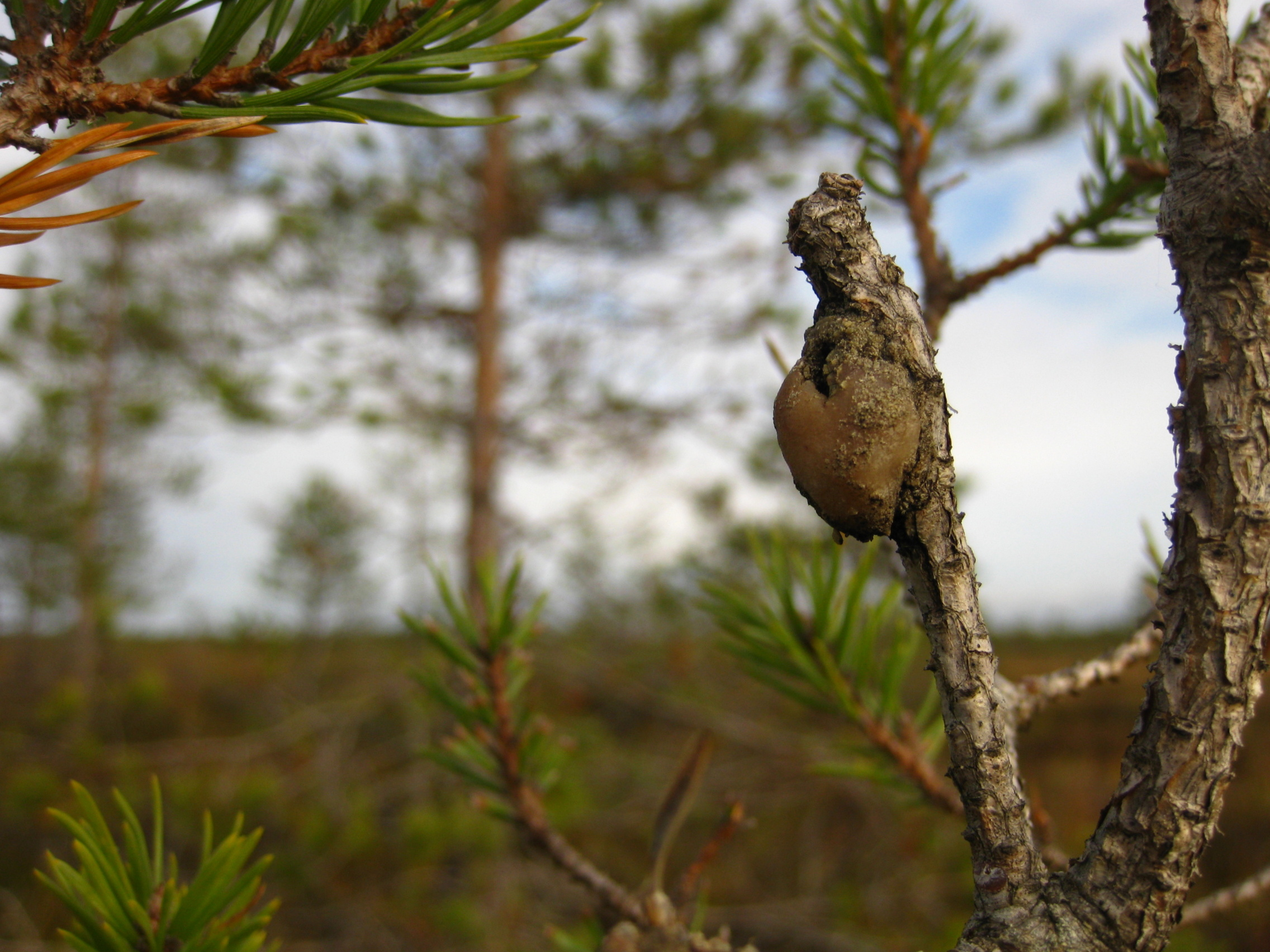
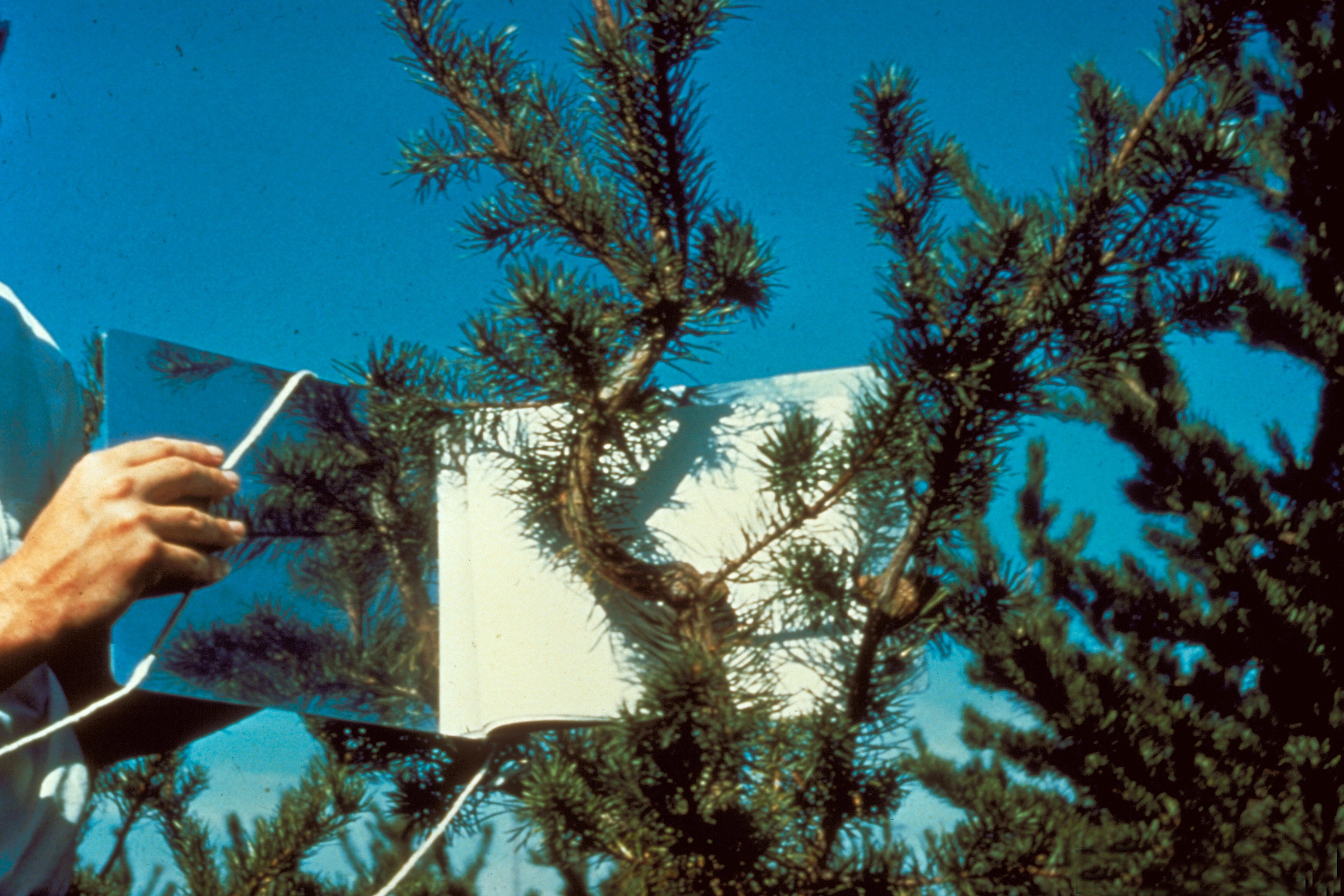
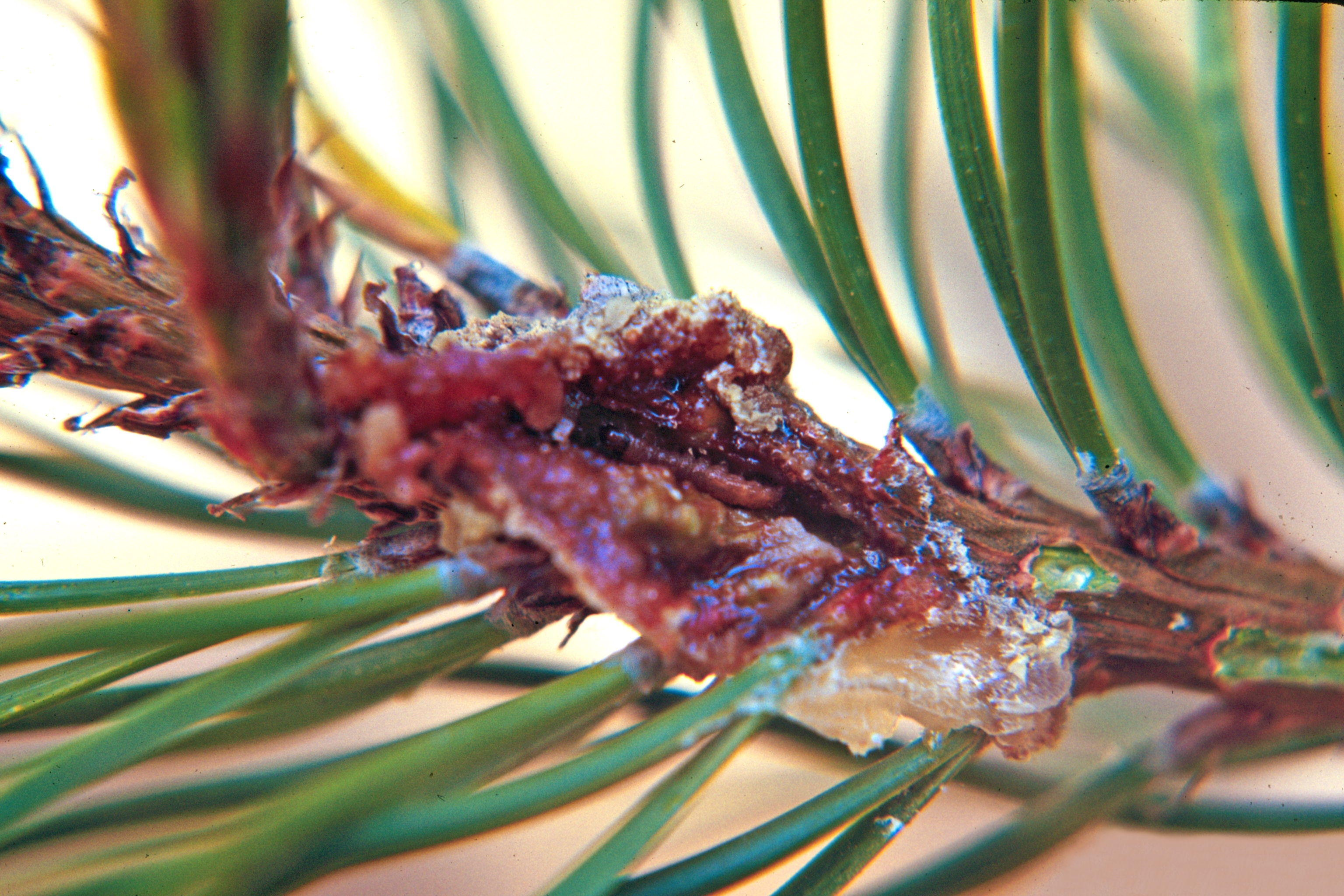

## Dottertaxa tillRetinia, i alfabetisk ordning[1][2]
- Retinia albicapitana
- Retinia arizonensis
- Retinia burkeana
- Retinia coeruleostriana
- Retinia comstockiana
- Retinia cristata
- Retinia edemoidana
- Retinia gemistrigulana
- Retinia gemmeata
- Retinia houseri
- Retinia immanitana
- Retinia insignis
- Retinia jezoensis
- Retinia khasiensis
- Retinia lemniscata
- Retinia luculentana
- Retinia mafica
- Retinia matutina
- Retinia metallica
- Retinia monophylliana
- Retinia monopunctata
- Retinia obesana
- Retinia pallipennis
- Retinia perangustana
- Retinia picicolana
- Retinia pini
- Retinia resinana
- Retinia resinella
- Retinia sabiniana
- Retinia salweenensis
- Retinia scalaris
- Retinia splendida
- Retinia taedana
- Retinia teleopa
- Retinia wenzeli
- Retinia virginiana
- Retinia zozana